# Что видно в телескоп
«Что видно в телескоп» (англ. As Seen Through a Telescope, 1900) — английский немой короткометражный художественный фильм Джорджа Альберта Смита.

## Сюжет
Старик, идущий по дороге, замечает парочку на велосипеде. Парочка останавливается, а старик наставляет на них свой телескоп. Он видит увеличенное изображение шнуровки ботинка. Молодой человек, заметив отражение света в телескопе, подошёл к старику и натянул ему шляпу на глаза. Старик падает в канаву, а телескоп разбивается.